# Ben 10: Protector of Earth
Ben 10: Protector of Earth är ett datorspel som är baserad på den amerikanska animerade tv-serien Ben 10. Spelet finns till Playstation Portable, Playstation 2, Nintendo DS samt till Nintendo Wii Spelet släpptes i Nordamerika den 30 oktober 2007 och i Europa den 9 november samma år, utom Wii-versionen som i Europa släpptes först den 30 november, och Sverige i augusti.

## Spelbara figurer
- Fyrarm
- Facklan
- Ben
- Vildrankan
- XLR8
- Cannonbolt

## Fiender
- Six Six
- Vilgax
- Kevin 11
- Dr Animo
- Hex
- Enoch
- Skuggan
- Clancy